# Mira-Bhayandar
Mira-Bhayandar – miasto w Indiach, w stanie Maharasztra. W 2011 roku liczyło 809 378 mieszkańców.